# Liste de bibliothèques 3D
Les bibliothèques 3D sont à la base des moteurs 3D. Les bibliothèques 3D sont  également capable de réaliser des tracés 2D (perte d'une dimension), comme avec les moteurs de rendu 3D, ou avec les bibliothèques de tracé d'éléments 2D.

## Système d'exploitation

### Multi-plateforme
- OpenGL, spécification d'API permettant le tracé d'éléments 3D. Plusieurs bibliothèques implémentent cette spécification, la plus connue étant Mesa 3D  (voir la page sur OpenGL). Cette API est disponible pour de nombreux systemes d'exploitation tels que les différents Unix, BSDs, Linux, Mac OS X, et même Microsoft Windows.
- OGRE, un moteur 3D libre pouvant utiliser les API OpenGL ou Direct3D.
- OpenSceneGraph, moteur 3D multi plate-forme, utilisé pour la simulation

### Microsoft Windows
- Direct3D, API permettant le tracé d'éléments 3D. C'est une partie intégrante de DirectX, API pour la programmation d'application multimédia, limitée à la plate-forme Microsoft Windows

## Machine virtuelle

### Plate-forme Java
- Java 3D, extension standard aux API de Java SE permettant le tracé d'éléments 3D

### Framework .NET
- Windows Presentation Foundation, utilisant Direct3D.

### Adobe Flash
La plateforme Flash d'Adobe dispose de bibliothèques pour dessiner en 3D.

## Web
Après de nombreuses tentatives plus ou moins réussies, des propositions émergent actuellement pour apporter la 3D sur le Web:
- WebGL, standard du web basé sur OpenGL ES 2.0 (3.0 pour WebGL 2.0) et HTML5.
- O3D, une approche plus haut niveau développée par Google Labs.